# Чейн-О-Лейкс (Міссурі)
Чейн-О-Лейкс (англ. Chain-O-Lakes) — селище (англ. village) в США, в окрузі Баррі штату Міссурі. Населення — 106 осіб (2020).

## Географія
Чейн-О-Лейкс розташований за координатами 36°32′3″ пн. ш. 93°43′27″ зх. д. / 36.53417° пн. ш. 93.72417° зх. д. (36.534197, -93.724179).  За даними Бюро перепису населення США в 2010 році селище мало площу 0,22 км², уся площа — суходіл.

## Демографія
Згідно з переписом 2010 року, у селищі мешкало 126 осіб у 57 домогосподарствах у складі 37 родин. Густота населення становила 581 особа/км².  Було 84 помешкання (388/км²).
Расовий склад населення:
| - 99,2 % — білих - 0,8 % — азіатів |

До двох чи більше рас належало 0,0 %. Частка іспаномовних становила 0,0 % від усіх жителів.
За віковим діапазоном населення розподілялося таким чином: 15,1 % — особи молодші 18 років, 46,8 % — особи у віці 18—64 років, 38,1 % — особи у віці 65 років та старші. Медіана віку мешканця становила 59,3 року. На 100 осіб жіночої статі у селищі припадало 100,0 чоловіків;  на 100 жінок у віці від 18 років та старших — 98,1 чоловіків також старших 18 років.
Середній дохід на одне домашнє господарство  становив 55 844 долари США (медіана — 39 583), а середній дохід на одну сім'ю — 70 265 доларів (медіана — 51 250). За межею бідності перебувало 33,6 % осіб, у тому числі 61,1 % дітей у віці до 18 років та 23,1 % осіб у віці 65 років та старших.
Цивільне працевлаштоване населення становило 58 осіб. Основні галузі зайнятості: публічна адміністрація — 24,1 %, мистецтво, розваги та відпочинок — 22,4 %, науковці, спеціалісти, менеджери — 17,2 %, освіта, охорона здоров'я та соціальна допомога — 13,8 %.